# Mary Lou Clements-Mann
Mary Lou Clements-Mann, née le 17 septembre 1946 et décédée le 2 septembre 1998 était la chef de longue date de la Division des sciences des vaccins et professeure de santé internationale, de microbiologie moléculaire et d'immunologie à l'École de santé publique de l'Université Johns-Hopkins (en) à Baltimore dans le Maryland, et est bien connue pour ses connaissances et son travail dans la recherche sur le VIH et le SIDA,. Elle est décédée dans l'accident du vol Swissair 111 le 2 septembre 1998 avec son mari, Jonathan Mann,. 

## Biographie

### Formation
Mary Lou Clements-Mann est diplômée de l'Université Texas Tech en 1968 et obtient son diplôme de médecine de l'Université du Texas à Austin en 1972. Elle a également obtenu un doctorat en médecine tropicale à l'Université de Londres en 1975 et une maîtrise en santé publique, en particulier en épidémiologie, à l'Université Johns-Hopkins en 1979. 

### Carrière
Après son doctorat, elle devient consultante en épidémiologie pour le programme d’éradication de la variole de l’OMS en Inde de 1975 à 1977,. Par la suite, elle continue ses études à Baltimore dans le Maryland jusqu'en 1979, où elle obtient sa maîtrise en santé publique. 
Mary Lou Clements-Mann a été ensuite professeure adjoint à l'École de médecine de l'Université du Maryland (en) de 1979 à 1985. 
En 1985, elle fonde et préside le Centre de recherche en immunisation à l'Université Johns-Hopkins, qui facilite la mise au point de nouveaux vaccins contre les maladies infectieuses d'importance mondiale,.
Elle a été membre du comité consultatif des Centres pour le contrôle et la prévention des maladies (CDC) aux États-Unis concernant une initiative de vaccination des enfants et aussi membre du comité directeur de l'Organisation mondiale de la santé pour le développement d'un vaccin contre le VIH. 

## Vie privée
Mary Lou Clements-Mann a épousé Jonathan Mann en décembre 1996,. 